# Arto Vainionpää
Arto Vainionpää, né le 30 juillet 1968, est un coureur cycliste finlandais, membre de l'équipe Jurvan Voima.

## Biographie
En 2019, il devient champion de Finlande sur route à plus de 50 ans, devant le vainqueur sortant Anders Bäckman. Son fils Oskari, également présent sur la course, prend la quatrième place, tandis que sa fille Laura termine elle aussi quatrième chez les femmes,.

## Palmarès
- 2019
  -  Champion de Finlande sur route